# Милович, Милош
Ми́лош Ми́лович (серб. кир. Милош Миловић; род. 22 декабря 1995, Будва) — черногорский футболист, защитник азербайджанского клуба «Сумгаит» и сборной Черногории.

## Карьера
Начал карьеру в составе клуба «Могрен»; 17 ноября 2012 года дебютировал в проигранном матче Первой лиги против «Будучност».
20 апреля 2013 года одержал первую победу с клубом, обыграв «Будучност» (1:2). В матче против «Забьело» забил свой дебютный гол за «Могрен». 4 июня 2014 года был удалён в матче против «Езеро».
13 августа 2014 года дебютировал за финский «Хонка» в проигранном матче против «ТПС».
Летом 2018 года стал игроком косовского клуба «Ком». Дебютировал 4 июня 2019 года в матче против клуба «Ловчен». 21 июня 2020 года в матче с «Петровац» был удалён с поля.
Летом 2020 года перешёл в клуб «Вождовац». 5 августа 2020 года дебютировал за сербский «Вождовац» в матче чемпионата против клуба «Инджия». 19 сентября 2021 года в проигранном матче против «Раднички», забил свой первый гол за команду.
4 сентября 2024 года Милош подписал контракт на 1+1 год с клубом «Сумгаит», который выступает в Азербайджанской Премьер-Лиге.

## Карьера в сборной
Выступал за сборные Черногории до 17, до 19 лет. 11 ноября 2020 года дебютировал за национальную сборную Черногории в товарищеском матче против Казахстана.